# Llista de topònims de Guixers
Llista de topònims (noms propis de lloc) del municipi de Guixers, al Solsonès
Informació actualitzada per un bot. Els canvis manuals es perdran quan s'actualitzi!

## abric rocós
| imatge | Nom                   | Ubicat a | instància de | Detalls | coordenades                                                         | Protecció | Commons (més fotos) | Dades a WD                    |
| ------ | --------------------- | -------- | ------------ | ------- | ------------------------------------------------------------------- | --------- | ------------------- | ----------------------------- |
|        | Balma del Tec         | Guixers  | abric rocós  |         | 42° 09′ 19″ N, 1° 43′ 18″ E / 42.1553179059031°N,1.72167360026053°E |           |                     | Modifica les dades a Wikidata |
|        | Balma dels Ternals    | Guixers  | abric rocós  |         | 42° 09′ 48″ N, 1° 41′ 20″ E / 42.1633878958989°N,1.68899595053961°E |           |                     | Modifica les dades a Wikidata |
|        | Espluga de Cal Felipó | Guixers  | abric rocós  |         | 42° 09′ 54″ N, 1° 39′ 13″ E / 42.1650580459635°N,1.65357640632748°E |           |                     | Modifica les dades a Wikidata |

## arbre singular
| imatge | Nom                          | Ubicat a     | instància de   | Detalls                                                                      | coordenades                                                            | Protecció | Commons (més fotos) | Dades a WD                    |
| ------ | ---------------------------- | ------------ | -------------- | ---------------------------------------------------------------------------- | ---------------------------------------------------------------------- | --------- | ------------------- | ----------------------------- |
|        | Auró blanc de la Corriu      | la Corriu    | arbre singular | Taxon: auró blanc (Acer campestre) Ample: 14.5m Alt: 12.54m Perímetre: 4.64m | 42° 09′ 02″ N, 1° 38′ 22″ E / 42.15046694°N,1.63931111°E 1359 msnm     |           |                     | Modifica les dades a Wikidata |
|        | Grevoler de Vilamala I       | Vilamantells | arbre singular | Taxon: grèvol (Ilex aquifolium)                                              | 42° 07′ 44″ N, 1° 32′ 58″ E / 42.12882222°N,1.54935833°E 1225 msnm     |           |                     | Modifica les dades a Wikidata |
|        | Grevoler de Vilamala II      | Vilamantells | arbre singular | Taxon: grèvol (Ilex aquifolium)                                              | 42° 07′ 33″ N, 1° 33′ 09″ E / 42.12573333°N,1.55258694°E 1125 msnm     |           |                     | Modifica les dades a Wikidata |
|        | Pi rajolet de Vilamala       | Vilamantells | arbre singular | Taxon: pi roig (Pinus sylvestris)                                            | 42° 07′ 39″ N, 1° 33′ 01″ E / 42.1275°N,1.5502777777777776°E 1230 msnm |           |                     | Modifica les dades a Wikidata |
|        | Til·ler de Vilamala          | Vilamantells | arbre singular |                                                                              |                                                                        |           |                     | Modifica les dades a Wikidata |
|        | avet de la Baga d'en Solsona | Montcalb     | arbre singular | Taxon: avet blanc (Abies alba) Alt: 30m Perímetre: 1.2 1m                    | 42° 09′ 53″ N, 1° 42′ 37″ E / 42.16470833°N,1.71027778°E 1511 msnm     |           |                     | Modifica les dades a Wikidata |
|        | pi de les Feixes             | Vilamantells | arbre singular | Taxon: pi roig (Pinus sylvestris)                                            | 42° 08′ 39″ N, 1° 32′ 44″ E / 42.1442°N,1.54546°E 1630 msnm            |           |                     | Modifica les dades a Wikidata |
|        | roure de Bancells            | Sisquer      | arbre singular | Taxon: roure martinenc (Quercus pubescens)                                   | 42° 07′ 08″ N, 1° 42′ 08″ E / 42.11884278°N,1.70221333°E 989 msnm      |           |                     | Modifica les dades a Wikidata |
|        | roure de Sant Martí          | la Corriu    | arbre singular |                                                                              | 42° 09′ 06″ N, 1° 39′ 17″ E / 42.15160083°N,1.65469722°E 1142 msnm     |           |                     | Modifica les dades a Wikidata |
|        | roure del Mosoll             | la Corriu    | arbre singular | Perímetre: 6.01m                                                             | 42° 09′ 14″ N, 1° 39′ 09″ E / 42.15393333°N,1.652465°E 1248 msnm       |           |                     | Modifica les dades a Wikidata |

## avenc
| imatge | Nom                | Ubicat a | instància de | Detalls | coordenades                                                         | Protecció | Commons (més fotos) | Dades a WD                    |
| ------ | ------------------ | -------- | ------------ | ------- | ------------------------------------------------------------------- | --------- | ------------------- | ----------------------------- |
|        | Balma del Ventador | Guixers  | avenc        |         | 42° 10′ 18″ N, 1° 41′ 03″ E / 42.17173516486°N,1.6841502512509°E    |           |                     | Modifica les dades a Wikidata |
|        | la Bofieta         | Guixers  | avenc        |         | 42° 09′ 05″ N, 1° 31′ 16″ E / 42.1514297030561°N,1.52104600563203°E |           |                     | Modifica les dades a Wikidata |

## bosc
| imatge | Nom                | Ubicat a              | instància de | Detalls | coordenades                                                                           | Protecció | Commons (més fotos) | Dades a WD                    |
| ------ | ------------------ | --------------------- | ------------ | ------- | ------------------------------------------------------------------------------------- | --------- | ------------------- | ----------------------------- |
|        | bosc de Bosoms     | Guixers               | bosc         |         | 42° 07′ 14″ N, 1° 40′ 04″ E / 42.1204638889°N,1.66775027778°E Sisquer 900 1050 msnm   |           | Bosc de Bosoms      | Modifica les dades a Wikidata |
|        | bosc de l'Espluga  | Vilacireres la Corriu | bosc         |         | 42° 09′ 53″ N, 1° 39′ 52″ E / 42.16468888888889°N,1.6644830555555554°E 1350 1475 msnm |           | Bosc de l'Espluga   | Modifica les dades a Wikidata |
|        | bosc de la Guixera | Guixers               | bosc         |         | 42° 07′ 49″ N, 1° 36′ 47″ E / 42.1303083333°N,1.61295°E 825 875 msnm                  |           |                     | Modifica les dades a Wikidata |
|        | bosc del Bancell   | Sisquer               | bosc         |         | 42° 06′ 49″ N, 1° 41′ 27″ E / 42.11372222°N,1.69090556°E 1000 1240 msnm               |           | Bosc del Bancell    | Modifica les dades a Wikidata |
|        | bosc del Monegal   | Guixers               | bosc         |         | 42° 08′ 16″ N, 1° 36′ 15″ E / 42.1378027778°N,1.60417777778°E 805 900 msnm            |           |                     | Modifica les dades a Wikidata |

## castell
| imatge | Nom                    | Ubicat a | instància de | Detalls                                   | coordenades | Protecció                                            | Commons (més fotos)    | Dades a WD                    |
| ------ | ---------------------- | -------- | ------------ | ----------------------------------------- | --- | ---------------------------------------------------- | ---------------------- | ----------------------------- |
|        | Castell de Castelltort | Guixers  | castell      | Estil: arquitectura romànica 11st century | 42° 07′ 38″ N, 1° 37′ 44″ E / 42.127243°N,1.628848°E ca:A la serra d'Aiguadevalls, al peu dels Bastets 893 msnm | bé d'interès cultural bé cultural d'interès nacional | Castell de Castelltort | Modifica les dades a Wikidata |
|        | Castell de Sisquer     | Guixers  | castell      | Estil: arquitectura romànica 10th century | 42° 08′ 05″ N, 1° 41′ 36″ E / 42.1348°N,1.69322°E ca:Serrat del Castell, Sisquer 1151 msnm                      | bé d'interès cultural bé cultural d'interès nacional | Castell de Sisquer     | Modifica les dades a Wikidata |

## collada
| imatge | Nom                   | Ubicat a                   | instància de | Detalls | coordenades                                                                    | Protecció | Commons (més fotos)      | Dades a WD                    |
| ------ | --------------------- | -------------------------- | ------------ | ------- | ------------------------------------------------------------------------------ | --------- | ------------------------ | ----------------------------- |
|        | Coll d'Aubi           | Guixers                    | collada      |         | 42° 09′ 41″ N, 1° 43′ 19″ E / 42.16126389°N,1.72189167°E 1569 msnm             |           | Coll d'Aubi              | Modifica les dades a Wikidata |
|        | Coll de Berla         | la Coma i la Pedra Guixers | collada      |         | 42° 08′ 23″ N, 1° 37′ 43″ E / 42.13981389°N,1.628475°E 1101 msnm               |           | Coll de Berla            | Modifica les dades a Wikidata |
|        | Coll de Jou           | Guixers                    | collada      |         | 42° 08′ 19″ N, 1° 32′ 21″ E / 42.13860278°N,1.53929722°E 1461 msnm             |           | Coll de Jou (Guixers)    | Modifica les dades a Wikidata |
|        | Coll de la Maçana     | Guixers                    | collada      |         | 42° 06′ 52″ N, 1° 38′ 39″ E / 42.11434167°N,1.64416667°E 1208 msnm             |           | Coll de la Maçana        | Modifica les dades a Wikidata |
|        | Coll dels Llengots    | Guixers                    | collada      |         | 42° 07′ 00″ N, 1° 37′ 28″ E / 42.1168°N,1.6244°E 1053 msnm                     |           | Coll dels Llengots       | Modifica les dades a Wikidata |
|        | Coll dels Prats       | Guixers                    | collada      |         | 42° 09′ 46″ N, 1° 42′ 56″ E / 42.162825°N,1.71559722°E 1594 msnm               |           |                          | Modifica les dades a Wikidata |
|        | Collada de Molar      | Gósol Guixers              | collada      |         | 42° 10′ 23″ N, 1° 43′ 34″ E / 42.173075°N,1.72606389°E 1658 msnm               |           |                          | Modifica les dades a Wikidata |
|        | Collet de la Pedra    | Gósol Guixers              | collada      |         | 42° 10′ 04″ N, 1° 39′ 33″ E / 42.1677°N,1.65924°E 1413 msnm                    |           |                          | Modifica les dades a Wikidata |
|        | Creu de Jovells       | la Coma i la Pedra Guixers | collada      |         | 42° 10′ 04″ N, 1° 38′ 40″ E / 42.167847°N,1.644506°E Serra de Mitges 1546 msnm |           | Creu de Jovells          | Modifica les dades a Wikidata |
|        | Creu del Pedró        | Guixers                    | collada      |         | 42° 09′ 19″ N, 1° 41′ 42″ E / 42.1553°N,1.69504°E 1492 msnm                    |           | Creu del Pedró (Guixers) | Modifica les dades a Wikidata |
|        | la Creueta dels Camps | la Corriu                  | collada      |         | 42° 08′ 58″ N, 1° 39′ 42″ E / 42.1495°N,1.66173°E 1128 msnm                    |           |                          | Modifica les dades a Wikidata |

## cova
| imatge | Nom                       | Ubicat a | instància de | Detalls | coordenades                                                         | Protecció | Commons (més fotos) | Dades a WD                    |
| ------ | ------------------------- | -------- | ------------ | ------- | ------------------------------------------------------------------- | --------- | ------------------- | ----------------------------- |
|        | cova del Bages            | Guixers  | cova         |         | 42° 08′ 10″ N, 1° 32′ 15″ E / 42.1361227124563°N,1.53747127365338°E |           |                     | Modifica les dades a Wikidata |
|        | coves de la Creu del Codó | Guixers  | cova         |         | 42° 07′ 59″ N, 1° 33′ 17″ E / 42.1329359988944°N,1.55464126248125°E |           |                     | Modifica les dades a Wikidata |

## curs d'aigua
| imatge | Nom                               | Ubicat a                                           | instància de | Detalls                                                            | coordenades | Protecció | Commons (més fotos)            | Dades a WD                    |
| ------ | --------------------------------- | -------------------------------------------------- | ------------ | ------------------------------------------------------------------ | --- | --------- | ------------------------------ | ----------------------------- |
|        | Aigua d'Ora                       | Solsonès Berguedà Bages                            | curs d'aigua | Desemboca: Cardener Llarg: 40.1km Conca: 187km²                    | 42° 11′ 12″ N, 1° 43′ 51″ E / 42.18677888888889°N,1.730793888888889°E 41° 55′ 39″ N, 1° 39′ 52″ E / 41.927391944444445°N,1.6645138888888888°E                 |           | Aigua d'Ora River              | Modifica les dades a Wikidata |
|        | Aigua de Valls                    | Gósol Saldes Guixers                               | curs d'aigua | Desemboca: Cardener Llarg: 22.8km Conca: 103.59km²                 | 42° 13′ 34″ N, 1° 39′ 38″ E / 42.225997°N,1.660469°E 42° 07′ 39″ N, 1° 36′ 36″ E / 42.127474°N,1.610087°E                                                     |           | Aigua de Valls River           | Modifica les dades a Wikidata |
|        | Cardener                          | Solsonès Bages                                     | curs d'aigua | Desemboca: Llobregat Llarg: 87km Conca: 1374km²                    | 42° 10′ 54″ N, 1° 34′ 44″ E / 42.181581°N,1.578805°E 41° 40′ 47″ N, 1° 51′ 10″ E / 41.679718°N,1.852642°E                                                     |           | Cardener River                 | Modifica les dades a Wikidata |
|        | canal de la Vidarça               | Guixers                                            | curs d'aigua | Desemboca: Aigua de Valls Llarg: 1.98km Conca: 44ha                | 42° 06′ 34″ N, 1° 38′ 33″ E / 42.109456944444446°N,1.642541111111111°E 42° 07′ 27″ N, 1° 38′ 52″ E / 42.12428388888889°N,1.647765°E                           |           | Canal de la Vidarça            | Modifica les dades a Wikidata |
|        | canal de les Armes                | Guixers Odèn                                       | curs d'aigua | Desemboca: torrent de Junts Llarg: 526m Conca: 15ha                | 42° 07′ 19″ N, 1° 32′ 45″ E / 42.121945°N,1.5457999999999998°E 42° 07′ 16″ N, 1° 33′ 03″ E / 42.121248055555554°N,1.5508969444444445°E                        |           |                                | Modifica les dades a Wikidata |
|        | canal del Forat                   | Guixers                                            | curs d'aigua | Desemboca: Aigua de Valls Llarg: 2.59km Conca: 154ha               | 42° 06′ 41″ N, 1° 37′ 55″ E / 42.111378888888886°N,1.6319311111111112°E 42° 07′ 33″ N, 1° 37′ 52″ E / 42.12576305555555°N,1.631186111111111°E                 |           | Canal del Forat                | Modifica les dades a Wikidata |
|        | canal del Molí                    | Guixers                                            | curs d'aigua | Desemboca: Aigua de Valls Llarg: 1.11km Conca: 55ha                | 42° 07′ 01″ N, 1° 38′ 11″ E / 42.116883888888886°N,1.63641°E 42° 07′ 28″ N, 1° 38′ 17″ E / 42.12447805555556°N,1.638055°E                                     |           | Canal del Molí                 | Modifica les dades a Wikidata |
|        | canal del Peraldet                | Odèn Guixers                                       | curs d'aigua | Desemboca: torrent de Junts Llarg: 0.89km Conca: 31ha              | 42° 07′ 06″ N, 1° 32′ 40″ E / 42.118244°N,1.544439°E 42° 07′ 02″ N, 1° 33′ 16″ E / 42.117333°N,1.554331°E Clot de Vilamala                                    |           | Canal del Peraldet             | Modifica les dades a Wikidata |
|        | canal dels Carboners              | Guixers                                            | curs d'aigua | Desemboca: torrent de Junts Llarg: 1.06km Conca: 55ha              | 42° 07′ 51″ N, 1° 33′ 03″ E / 42.130735°N,1.550925°E 42° 07′ 22″ N, 1° 33′ 03″ E / 42.12270888888889°N,1.5507030555555557°E Clot de Vilamala                  |           | Canal dels Carboners           | Modifica les dades a Wikidata |
|        | els Encantats                     | Guixers                                            | curs d'aigua | Desemboca: torrent de Junts Llarg: 1.48km Conca: 85.77ha           | 42° 07′ 46″ N, 1° 33′ 21″ E / 42.12937888888889°N,1.5557230555555557°E 42° 07′ 02″ N, 1° 33′ 19″ E / 42.11712305555555°N,1.5553480555555557°E                 |           |                                | Modifica les dades a Wikidata |
|        | les Set Riberetes                 | Guixers Navès                                      | curs d'aigua | Desemboca: Cardener Llarg: 3.3km Conca: 218.25ha                   | 42° 06′ 44″ N, 1° 37′ 52″ E / 42.11222111111111°N,1.63116°E 42° 06′ 55″ N, 1° 36′ 17″ E / 42.11541611111111°N,1.60477°E                                       |           | Les Set Riberetes              | Modifica les dades a Wikidata |
|        | rasa de Castelltort               | Guixers                                            | curs d'aigua | Desemboca: Aigua de Valls Llarg: 1.98km Conca: 132ha               | 42° 08′ 37″ N, 1° 38′ 18″ E / 42.14360611111111°N,1.638205°E 42° 07′ 47″ N, 1° 38′ 09″ E / 42.12974°N,1.6358161111111111°E                                    |           |                                | Modifica les dades a Wikidata |
|        | rasa de Coll de Jou               | Guixers Odèn                                       | curs d'aigua | Desemboca: riera de Canalda Llarg: 3.7km Anomenat per: Coll de Jou | 42° 08′ 18″ N, 1° 32′ 20″ E / 42.13836888888889°N,1.5388219444444444°E 42° 06′ 43″ N, 1° 31′ 42″ E / 42.111986944444446°N,1.528391111111111°E                 |           | Rasa de Coll de Jou            | Modifica les dades a Wikidata |
|        | rasa de Torrenteller              | Guixers                                            | curs d'aigua | Desemboca: rasa de Torroella Llarg: 0.59km Conca: 11.7ha           | 42° 07′ 54″ N, 1° 33′ 37″ E / 42.13171305555556°N,1.560303888888889°E 42° 07′ 40″ N, 1° 33′ 42″ E / 42.127705°N,1.561786111111111°E                           |           | Rasa de Torrenteller (Guixers) | Modifica les dades a Wikidata |
|        | rasa de Torroella                 | Guixers Navès Sant Llorenç de Morunys              | curs d'aigua | Desemboca: Cardener Llarg: 4.04km Conca: 3.5km²                    | 42° 07′ 54″ N, 1° 33′ 19″ E / 42.13165305555555°N,1.55536°E 42° 06′ 34″ N, 1° 35′ 01″ E / 42.10933194444444°N,1.583618888888889°E                             |           | Rasa de Torroella (Cardener)   | Modifica les dades a Wikidata |
|        | rasa de la Mosquera               | Guixers la Coma i la Pedra                         | curs d'aigua | Desemboca: torrent de la Vilella Llarg: 1km Conca: 56ha            | 42° 08′ 43″ N, 1° 37′ 56″ E / 42.14519°N,1.6321961111111112°E 42° 08′ 29″ N, 1° 37′ 08″ E / 42.141275°N,1.6189330555555554°E                                  |           |                                | Modifica les dades a Wikidata |
|        | rasa de la Valiella               | Guixers Navès                                      | curs d'aigua | Desemboca: Cardener Llarg: 1.8km Conca: 72.52ha                    | 42° 07′ 01″ N, 1° 37′ 27″ E / 42.116855°N,1.6242169444444443°E 42° 07′ 08″ N, 1° 36′ 33″ E / 42.118921944444445°N,1.609275°E                                  |           | Rasa de la Valiella            | Modifica les dades a Wikidata |
|        | rasa de les Valls                 | Guixers Sant Llorenç de Morunys                    | curs d'aigua | Desemboca: Cardener Llarg: 3.01km Conca: 189.07ha                  | 42° 07′ 59″ N, 1° 33′ 58″ E / 42.13298388888889°N,1.5659838888888888°E 42° 07′ 46″ N, 1° 36′ 03″ E / 42.129418888888885°N,1.6007819444444444°E                |           | Rasa de les Valls              | Modifica les dades a Wikidata |
|        | rasa del Sastre                   | Guixers                                            | curs d'aigua | Desemboca: Aigua de Valls Llarg: 2.7km Conca: 126ha                | 42° 08′ 50″ N, 1° 38′ 36″ E / 42.14713611111111°N,1.643306111111111°E 42° 07′ 39″ N, 1° 38′ 29″ E / 42.127435°N,1.6413919444444445°E                          |           |                                | Modifica les dades a Wikidata |
|        | rasa dels Bastets                 | Guixers                                            | curs d'aigua | Desemboca: Aigua de Valls Llarg: 0.89km Conca: 45ha                | 42° 07′ 10″ N, 1° 37′ 15″ E / 42.119503888888886°N,1.6209°E 42° 07′ 28″ N, 1° 37′ 15″ E / 42.12448194444445°N,1.6207219444444445°E                            |           | Rasa dels Bastets              | Modifica les dades a Wikidata |
|        | rasa dels Esclopers               | Guixers                                            | curs d'aigua | Desemboca: Aigua de Valls Llarg: 1.44km Conca: 81ha                | 42° 06′ 49″ N, 1° 39′ 17″ E / 42.11358°N,1.654812°E 42° 07′ 30″ N, 1° 39′ 19″ E / 42.124983°N,1.655351°E                                                      |           | Rasa dels Esclopers            | Modifica les dades a Wikidata |
|        | riera de Sobirana                 | Guixers                                            | curs d'aigua | Desemboca: Cardener Llarg: 2km Conca: 58.7ha                       | 42° 07′ 36″ N, 1° 34′ 38″ E / 42.126691944444445°N,1.5771530555555555°E 42° 07′ 22″ N, 1° 35′ 40″ E / 42.122685°N,1.5943430555555556°E                        |           | Riera de Sobirana              | Modifica les dades a Wikidata |
|        | riu del Coll de Jouet             | Capolat Guixers                                    | curs d'aigua | Desemboca: Aigua d'Ora Llarg: 6km                                  | 42° 05′ 41″ N, 1° 45′ 50″ E / 42.09477805555556°N,1.76379°E 42° 06′ 50″ N, 1° 42′ 32″ E / 42.113928055555554°N,1.7088219444444444°E                           |           |                                | Modifica les dades a Wikidata |
|        | torrent d'Urdoll                  | Guixers Odèn la Coma i la Pedra                    | curs d'aigua | Desemboca: rasa de Canalda                                         | 42° 10′ 15″ N, 1° 31′ 31″ E / 42.170811111111114°N,1.5253805555555555°E 42° 08′ 18″ N, 1° 30′ 58″ E / 42.1384°N,1.516061111111111°E                           |           | Torrent d'Urdoll               | Modifica les dades a Wikidata |
|        | torrent d'en Bancells             | Guixers                                            | curs d'aigua | Desemboca: Aigua d'Ora Llarg: 1.64km Conca: 102ha                  | 42° 07′ 21″ N, 1° 41′ 35″ E / 42.122457°N,1.693119°E 42° 06′ 46″ N, 1° 42′ 14″ E / 42.112766°N,1.703829°E                                                     |           |                                | Modifica les dades a Wikidata |
|        | torrent de Bosoms                 | Guixers                                            | curs d'aigua | Desemboca: Aigua de Valls Llarg: 1.69km                            | 42° 06′ 50″ N, 1° 39′ 46″ E / 42.11389°N,1.662855°E 42° 07′ 28″ N, 1° 39′ 42″ E / 42.12449°N,1.6615280555555554°E                                             |           | Torrent de Bosoms (Guixers)    | Modifica les dades a Wikidata |
|        | torrent de Fontanella             | Guixers Castellar del Riu                          | curs d'aigua | Desemboca: Aigua d'Ora Llarg: 2.66km Conca: 230ha                  | 42° 08′ 50″ N, 1° 42′ 11″ E / 42.147345°N,1.7030030555555555°E 42° 07′ 45″ N, 1° 42′ 31″ E / 42.12918805555555°N,1.7085819444444446°E                         |           | Torrent de Fontanella          | Modifica les dades a Wikidata |
|        | torrent de Fontpudia              | Guixers Castellar del Riu                          | curs d'aigua | Desemboca: Aigua d'Ora Llarg: 1.31km Conca: 38ha                   | 42° 07′ 28″ N, 1° 41′ 46″ E / 42.124496111111114°N,1.6960680555555556°E 42° 07′ 21″ N, 1° 42′ 33″ E / 42.12255888888889°N,1.7090888888888889°E                |           |                                | Modifica les dades a Wikidata |
|        | torrent de Junts                  | Guixers Navès                                      | curs d'aigua | Desemboca: rasa de Vilamala Llarg: 2.72km Conca: 3.19km²           | 42° 07′ 55″ N, 1° 33′ 14″ E / 42.13203388888889°N,1.553778888888889°E 42° 06′ 38″ N, 1° 33′ 34″ E / 42.11056194444444°N,1.5594319444444444°E Clot de Vilamala |           | Torrent de Junts               | Modifica les dades a Wikidata |
|        | torrent de Planells               | Guixers                                            | curs d'aigua | Desemboca: Aigua de Valls Llarg: 0.61km                            | 42° 07′ 49″ N, 1° 39′ 20″ E / 42.130395°N,1.655438888888889°E 42° 07′ 32″ N, 1° 39′ 11″ E / 42.12548°N,1.6530019444444444°E                                   |           |                                | Modifica les dades a Wikidata |
|        | torrent de Sant Martí             | Guixers la Coma i la Pedra                         | curs d'aigua | Desemboca: Aigua de Valls Llarg: 4.5km Conca: 4.6km²               | 42° 09′ 17″ N, 1° 38′ 03″ E / 42.15458611111111°N,1.63413°E 42° 08′ 34″ N, 1° 40′ 35″ E / 42.14291111111111°N,1.6762694444444444°E                            |           |                                | Modifica les dades a Wikidata |
|        | torrent de Vall d'Aubi            | Guixers                                            | curs d'aigua | Desemboca: torrent de Vallsadolla Llarg: 1.03km Conca: 51ha        | 42° 09′ 45″ N, 1° 43′ 01″ E / 42.162416944444445°N,1.716823888888889°E 42° 09′ 18″ N, 1° 42′ 59″ E / 42.15492888888889°N,1.7165161111111111°E                 |           | Torrent del Coll dels Prats    | Modifica les dades a Wikidata |
|        | torrent de Vallsadolla            | Guixers Castellar del Riu                          | curs d'aigua | Desemboca: Aigua de Valls Llarg: 3.9km Conca: 3.17km²              | 42° 09′ 32″ N, 1° 42′ 27″ E / 42.15881611111111°N,1.7075680555555557°E 42° 07′ 59″ N, 1° 42′ 46″ E / 42.13296388888889°N,1.7127880555555557°E                 |           | Torrent de Vallsadolla         | Modifica les dades a Wikidata |
|        | torrent de Vilacireres            | Guixers Gósol                                      | curs d'aigua | Desemboca: Aigua de Valls Llarg: 2.52km Conca: 6.51km²             | 42° 10′ 28″ N, 1° 39′ 01″ E / 42.17449°N,1.6503130555555554°E 42° 09′ 36″ N, 1° 40′ 51″ E / 42.16006388888889°N,1.680736111111111°E                           |           | Torrent de Vilacireres         | Modifica les dades a Wikidata |
|        | torrent de l'Obac                 | Guixers                                            | curs d'aigua | Desemboca: torrent de Sant Martí Llarg: 0.29km                     | 42° 08′ 49″ N, 1° 39′ 32″ E / 42.147°N,1.6589269444444446°E 42° 08′ 50″ N, 1° 39′ 44″ E / 42.147328055555555°N,1.6622730555555556°E                           |           |                                | Modifica les dades a Wikidata |
|        | torrent de la Barata              | Guixers la Coma i la Pedra                         | curs d'aigua | Desemboca: Aigua de Valls Llarg: 6.68km Conca: 6.13km²             | 42° 10′ 09″ N, 1° 38′ 41″ E / 42.169043888888886°N,1.64483°E 42° 07′ 54″ N, 1° 37′ 11″ E / 42.13171°N,1.6196669444444445°E                                    |           | Torrent de la Barata           | Modifica les dades a Wikidata |
|        | torrent de la Corriu              | Guixers                                            | curs d'aigua | Desemboca: Aigua de Valls Llarg: 1.8km Conca: 127.8ha              | 42° 09′ 42″ N, 1° 39′ 37″ E / 42.161611944444445°N,1.660241111111111°E 42° 09′ 23″ N, 1° 40′ 45″ E / 42.15634611111111°N,1.6791069444444444°E                 |           | Torrent de la Corriu           | Modifica les dades a Wikidata |
|        | torrent de la Foranca             | Guixers                                            | curs d'aigua | Desemboca: torrent de Sant Martí Llarg: 2.01km Conca: 205.7ha      | 42° 09′ 54″ N, 1° 38′ 41″ E / 42.16487611111111°N,1.6446280555555557°E 42° 08′ 59″ N, 1° 39′ 22″ E / 42.14966888888889°N,1.656075°E                           |           |                                | Modifica les dades a Wikidata |
|        | torrent de la Perdiu              | Odèn Guixers                                       | curs d'aigua | Desemboca: riera de Canalda Llarg: 2.72km Conca: 110.3ha           | 42° 08′ 45″ N, 1° 31′ 36″ E / 42.14569888888889°N,1.526771111111111°E 42° 07′ 20″ N, 1° 31′ 27″ E / 42.122145°N,1.5241288888888889°E                          |           | Torrent de la Perdiu           | Modifica les dades a Wikidata |
|        | torrent de la Solana              | Guixers                                            | curs d'aigua | Desemboca: Aigua de Valls Llarg: 2.62km Conca: 245ha               | 42° 07′ 04″ N, 1° 41′ 25″ E / 42.117758055555555°N,1.6901669444444445°E 42° 07′ 37″ N, 1° 39′ 53″ E / 42.126845°N,1.66473°E                                   |           |                                | Modifica les dades a Wikidata |
|        | torrent de les Salines (Cardener) | Guixers Sant Llorenç de Morunys                    | curs d'aigua | Desemboca: Cardener Llarg: 6.13km Conca: 6.9km²                    | 42° 08′ 19″ N, 1° 32′ 23″ E / 42.13865388888889°N,1.539621111111111°E 42° 08′ 01″ N, 1° 36′ 09″ E / 42.13348111111111°N,1.6026280555555554°E                  |           | Torrent de les Salines         | Modifica les dades a Wikidata |
|        | torrent del Capellà               | Guixers                                            | curs d'aigua | Desemboca: Aigua d'Ora Llarg: 0.89km Conca: 28.4ha                 | 42° 07′ 13″ N, 1° 42′ 11″ E / 42.120363°N,1.703039°E 42° 07′ 11″ N, 1° 42′ 29″ E / 42.11965111111111°N,1.708171111111111°E                                    |           |                                | Modifica les dades a Wikidata |
|        | torrent del Grau                  | Guixers                                            | curs d'aigua | Desemboca: rasa de Coll de Jou Llarg: 0.4km                        | 42° 08′ 09″ N, 1° 32′ 37″ E / 42.13585°N,1.5436369444444444°E 42° 07′ 59″ N, 1° 32′ 27″ E / 42.133181111111114°N,1.5409269444444444°E                         |           | Torrent del Grau               | Modifica les dades a Wikidata |
|        | torrent del Grau                  | Guixers                                            | curs d'aigua | Desemboca: Aigua de Valls Llarg: 0.79km                            | 42° 07′ 52″ N, 1° 39′ 11″ E / 42.131211944444445°N,1.6531619444444443°E 42° 07′ 32″ N, 1° 39′ 03″ E / 42.12567°N,1.6509080555555555°E                         |           |                                | Modifica les dades a Wikidata |
|        | torrent del Pou                   | Guixers Sant Llorenç de Morunys                    | curs d'aigua | Desemboca: torrent dels Plans Llarg: 4.66km Conca: 2.89km²         | 42° 09′ 03″ N, 1° 34′ 26″ E / 42.15089694444445°N,1.5739638888888887°E 42° 08′ 31″ N, 1° 35′ 51″ E / 42.141888888888886°N,1.5975211111111112°E                |           | Torrent del Pou (Cardener)     | Modifica les dades a Wikidata |
|        | torrent del Sisquer               | Guixers                                            | curs d'aigua | Desemboca: Aigua de Valls Llarg: 2.32km Conca: 206ha               | 42° 07′ 42″ N, 1° 41′ 43″ E / 42.12825°N,1.695335°E 42° 08′ 06″ N, 1° 40′ 24″ E / 42.134976944444446°N,1.6732288888888889°E                                   |           |                                | Modifica les dades a Wikidata |
|        | torrent del Tec                   | Guixers Montmajor                                  | curs d'aigua | Desemboca: Aigua d'Ora Llarg: 0.9km                                | 42° 09′ 49″ N, 1° 43′ 31″ E / 42.16350111111111°N,1.725363888888889°E 42° 09′ 24″ N, 1° 43′ 48″ E / 42.15678694444444°N,1.7299169444444444°E                  |           |                                | Modifica les dades a Wikidata |
|        | torrent del Xut                   | Guixers                                            | curs d'aigua | Desemboca: Aigua de Valls Llarg: 0.22km                            | 42° 08′ 27″ N, 1° 40′ 38″ E / 42.140771944444445°N,1.67711°E 42° 08′ 30″ N, 1° 40′ 29″ E / 42.14180305555555°N,1.6747719444444444°E                           |           |                                | Modifica les dades a Wikidata |
|        | torrent dels Plans                | Guixers Sant Llorenç de Morunys la Coma i la Pedra | curs d'aigua | Desemboca: Cardener Llarg: 2.75km Conca: 4.91km²                   | 42° 09′ 12″ N, 1° 34′ 29″ E / 42.153365°N,1.5746780555555555°E 42° 08′ 30″ N, 1° 36′ 01″ E / 42.141665°N,1.6001661111111112°E                                 |           | Torrent dels Plans             | Modifica les dades a Wikidata |

## entitat singular de població
| imatge | Nom          | Ubicat a | instància de                                   | Detalls | coordenades                                                        | Protecció | Commons (més fotos)   | Dades a WD                    |
| ------ | ------------ | -------- | ---------------------------------------------- | ------- | ------------------------------------------------------------------ | --------- | --------------------- | ----------------------------- |
|        | Castelltort  | Guixers  | entitat singular de població                   | 4 hab   | 42° 07′ 52″ N, 1° 38′ 07″ E / 42.131209°N,1.635233°E 842 msnm      |           | Castelltort (Guixers) | Modifica les dades a Wikidata |
|        | Guixers      | Guixers  | entitat singular de població                   | 7 hab   | 42° 08′ 09″ N, 1° 38′ 36″ E / 42.13579272°N,1.64344187°E 938 msnm  |           |                       | Modifica les dades a Wikidata |
|        | Montcalb     | Guixers  | entitat singular de població                   | 13 hab  | 42° 09′ 01″ N, 1° 41′ 55″ E / 42.1504°N,1.69869°E 1428 msnm        |           | Montcalb              | Modifica les dades a Wikidata |
|        | Sisquer      | Guixers  | entitat singular de població                   | 6 hab   | 42° 08′ 04″ N, 1° 41′ 30″ E / 42.13430556°N,1.69166667°E 1114 msnm |           | Sisquer               | Modifica les dades a Wikidata |
|        | Valls        | Guixers  | entitat singular de població capital municipal | 32 hab  | 42° 07′ 57″ N, 1° 39′ 59″ E / 42.13236721°N,1.666424021°E          |           |                       | Modifica les dades a Wikidata |
|        | Vilamantells | Guixers  | entitat singular de població                   | 68 hab  | 42° 08′ 14″ N, 1° 34′ 14″ E / 42.13731111°N,1.5706°E 1072 msnm     |           | Vilamantells          | Modifica les dades a Wikidata |
|        | la Corriu    | Guixers  | entitat singular de població                   | 5 hab   | 42° 09′ 06″ N, 1° 39′ 12″ E / 42.1516°N,1.65344°E 1176 msnm        |           | La Corriu             | Modifica les dades a Wikidata |

## església
| imatge | Nom                                        | Ubicat a              | instància de                 | Detalls                                                        | coordenades                                                                                  | Protecció                   | Commons (més fotos)                        | Dades a WD                    |
| ------ | ------------------------------------------ | --------------------- | ---------------------------- | -------------------------------------------------------------- | -------------------------------------------------------------------------------------------- | --------------------------- | ------------------------------------------ | ----------------------------- |
|        | Sant Andreu                                | Guixers               | església                     | Estat: enderrocat o destruït                                   | 42° 08′ 26″ N, 1° 38′ 55″ E / 42.140426°N,1.648618°E 1042 msnm                               |                             |                                            | Modifica les dades a Wikidata |
|        | Sant Climent de Castelltort                | Castelltort           | església                     | Estil: arquitectura romànica 11st century Estat: ruïnós        | 42° 07′ 37″ N, 1° 37′ 43″ E / 42.12703889°N,1.62870556°E 876 msnm                            | bé cultural d'interès local | Sant Climent de Castelltort                | Modifica les dades a Wikidata |
|        | Sant Esteve de Sisquer                     | Sisquer               | església església parroquial | Estil: arquitectura romànica arquitectura barroca 11st century | 42° 08′ 03″ N, 1° 41′ 28″ E / 42.1343°N,1.69122°E 1114 msnm                                  | bé cultural d'interès local | Sant Esteve de Sisquer                     | Modifica les dades a Wikidata |
|        | Sant Martí de Guixers                      | Guixers               | església església parroquial | Estil: arquitectura romànica 11st century                      | 42° 08′ 09″ N, 1° 38′ 39″ E / 42.1359°N,1.64415°E 933 msnm                                   | bé cultural d'interès local | Sant Martí de Guixers                      | Modifica les dades a Wikidata |
|        | Sant Martí de la Corriu                    | la Corriu             | església                     | Estil: arquitectura romànica arquitectura gòtica 11st century  | 42° 09′ 06″ N, 1° 39′ 13″ E / 42.1517°N,1.65372°E 1176 msnm                                  | bé cultural d'interès local | Sant Martí de la Corriu                    | Modifica les dades a Wikidata |
|        | Sant Pere de Montcalb                      | Montcalb              | església edifici històric    | Estil: arquitectura romànica 11st century                      | 42° 09′ 02″ N, 1° 41′ 56″ E / 42.1505°N,1.699°E 1437 msnm                                    | bé cultural d'interès local | Sant Pere de Montcalb                      | Modifica les dades a Wikidata |
|        | Sant Pere del Vancell                      | Sisquer               | església                     | Estil: arquitectura barroca 18th century                       | 42° 07′ 07″ N, 1° 42′ 07″ E / 42.118564°N,1.70198°E ca:Masia del Vancell o Bancells 997 msnm | bé cultural d'interès local | Sant Pere del Vancell                      | Modifica les dades a Wikidata |
|        | Sant Serni del Grau                        | Vilamantells          | església                     | Estil: arquitectura romànica 11st century                      | 42° 08′ 01″ N, 1° 34′ 22″ E / 42.1336°N,1.57285°E 1045 msnm                                  | bé cultural d'interès local | Sant Serni de Vilamantells                 | Modifica les dades a Wikidata |
|        | Santa Creu d'Ollers                        | Guixers               | església                     | Estil: arquitectura romànica 11st century                      | 42° 08′ 32″ N, 1° 35′ 12″ E / 42.1421°N,1.58679°E ca:Carretera C-462, km 2 935 msnm          | bé cultural d'interès local | Santa Creu d'Ollers                        | Modifica les dades a Wikidata |
|        | Santa Magdalena del Collell                | Montcalb              | església                     | Estil: arquitectura romànica 10th century                      | 42° 08′ 44″ N, 1° 42′ 14″ E / 42.145643°N,1.703769°E ca:Masia del Collell 1354 msnm          | bé cultural d'interès local | Santa Magdalena del Collell                | Modifica les dades a Wikidata |
|        | Santa Maria de Valls                       | la Casa Nova de Valls | església                     | Estil: arquitectura romànica arquitectura popular 11st century | 42° 07′ 57″ N, 1° 40′ 02″ E / 42.1326°N,1.66721°E 839 msnm                                   | bé cultural d'interès local | Santa Maria de Valls                       | Modifica les dades a Wikidata |
|        | Santuari de la Mare de Déu de Puig-aguilar | la Corriu             | església                     | Estil: arquitectura romànica arquitectura barroca 11st century | 42° 09′ 20″ N, 1° 39′ 37″ E / 42.15545°N,1.66018056°E 1350 msnm                              | bé cultural d'interès local | Santuari de la Mare de Déu de Puig-aguilar | Modifica les dades a Wikidata |

## font
| imatge | Nom                            | Ubicat a     | instància de | Detalls | coordenades                                                                   | Protecció | Commons (més fotos)            | Dades a WD                    |
| ------ | ------------------------------ | ------------ | ------------ | ------- | ----------------------------------------------------------------------------- | --------- | ------------------------------ | ----------------------------- |
|        | font de Coll de Jou            | Vilamantells | font         |         | 42° 08′ 19″ N, 1° 32′ 20″ E / 42.13866944°N,1.53885833°E 1460 msnm            |           | Font de Coll de Jou            | Modifica les dades a Wikidata |
|        | font de Fenarals               | Vilamantells | font         |         | 42° 07′ 51″ N, 1° 32′ 57″ E / 42.130927°N,1.549206°E 1360 msnm                |           | Font de Fenarals               | Modifica les dades a Wikidata |
|        | font de la Casassa             | la Corriu    | font         |         | 42° 09′ 34″ N, 1° 39′ 56″ E / 42.1593709447414°N,1.66554744240322°E 1148 msnm |           |                                | Modifica les dades a Wikidata |
|        | font de la Corriu              | la Corriu    | font         |         | 42° 09′ 44″ N, 1° 40′ 43″ E / 42.1620986462068°N,1.67867264588096°E 975 msnm  |           |                                | Modifica les dades a Wikidata |
|        | font de la Salamandra          | Castelltort  | font         |         | 42° 07′ 04″ N, 1° 38′ 05″ E / 42.1178673932077°N,1.63467687639363°E 1100 msnm |           |                                | Modifica les dades a Wikidata |
|        | font de la Santa Creu d'Ollers | Vilamantells | font         |         | 42° 08′ 32″ N, 1° 35′ 13″ E / 42.142157°N,1.586927°E 835 msnm                 |           | Font de la Santa Creu d'Ollers | Modifica les dades a Wikidata |
|        | font del Pedró                 | Montcalb     | font         |         | 42° 09′ 28″ N, 1° 41′ 57″ E / 42.1576595669972°N,1.69924553913789°E 1490 msnm |           |                                | Modifica les dades a Wikidata |
|        | font del Pi                    | Montcalb     | font         |         | 42° 10′ 15″ N, 1° 44′ 13″ E / 42.170906°N,1.736864°E 1470 msnm                |           |                                | Modifica les dades a Wikidata |
|        | font del Teixó                 | Vilamantells | font         |         | 42° 07′ 48″ N, 1° 32′ 41″ E / 42.12990278°N,1.54470556°E 1325 msnm            |           | Font del Teixó                 | Modifica les dades a Wikidata |
|        | fonts de Guixers               | Guixers      | font         |         |                                                                               |           | Fountains in Guixers           | Modifica les dades a Wikidata |

## grau
| imatge | Nom                     | Ubicat a          | instància de | Detalls | coordenades                                                    | Protecció | Commons (més fotos)     | Dades a WD                    |
| ------ | ----------------------- | ----------------- | ------------ | ------- | -------------------------------------------------------------- | --------- | ----------------------- | ----------------------------- |
|        | El Grauet               | Montmajor Guixers | grau         |         | 42° 06′ 50″ N, 1° 39′ 53″ E / 42.113852°N,1.664828°E 1172 msnm |           | El Grauet de Valielles  | Modifica les dades a Wikidata |
|        | El Grauet dels Llengots | Guixers           | grau         |         | 42° 07′ 00″ N, 1° 38′ 10″ E / 42.1167°N,1.63598°E 1112 msnm    |           | El Grauet dels Llengots | Modifica les dades a Wikidata |

## indret
| imatge | Nom                 | Ubicat a                   | instància de | Detalls                       | coordenades                                                           | Protecció | Commons (més fotos)   | Dades a WD                    |
| ------ | ------------------- | -------------------------- | ------------ | ----------------------------- | --------------------------------------------------------------------- | --------- | --------------------- | ----------------------------- |
|        | Cints de Can Blanc  | Gósol Guixers              | indret       |                               | 42° 10′ 13″ N, 1° 41′ 32″ E / 42.17037778°N,1.692325°E 1125 1319 msnm |           |                       | Modifica les dades a Wikidata |
|        | Clot de Vilamala    | Guixers Odèn Lladurs Navès | indret       |                               | 42° 06′ 39″ N, 1° 33′ 39″ E / 42.1107°N,1.560828°E 900 1375 msnm      |           | Clot de Vilamala      | Modifica les dades a Wikidata |
|        | El Feixar           | Vilamantells               | indret       |                               | 42° 09′ 17″ N, 1° 33′ 19″ E / 42.1546°N,1.55539°E 1750 2100 msnm      |           | El Feixar             | Modifica les dades a Wikidata |
|        | Els Tarters         | Vilamantells               | indret       |                               | 42° 08′ 57″ N, 1° 33′ 48″ E / 42.1493°N,1.56341°E 1300 1500 msnm      |           |                       | Modifica les dades a Wikidata |
|        | Roc Foradat         | Vilamantells               | indret       |                               | 42° 07′ 46″ N, 1° 34′ 20″ E / 42.129349°N,1.572089°E 1112 msnm        |           | Roc Foradat (Guixers) | Modifica les dades a Wikidata |
|        | Rues de les Costes  | Vilamantells               | indret       |                               | 42° 08′ 53″ N, 1° 32′ 05″ E / 42.148°N,1.53484°E 1850 2000 msnm       |           | Rues de les Costes    | Modifica les dades a Wikidata |
|        | Vall de la Valiella | Guixers Navès              | indret       | Llarg: 1.3km Superfície: 72ha | 42° 07′ 07″ N, 1° 37′ 00″ E / 42.11869972°N,1.61677944°E 950 msnm     |           | Vall de la Valiella   | Modifica les dades a Wikidata |

## masia
| imatge | Nom                        | Ubicat a              | instància de     | Detalls                                                        | coordenades                                                                                         | Protecció                                            | Commons (més fotos)                  | Dades a WD                    |
| ------ | -------------------------- | --------------------- | ---------------- | -------------------------------------------------------------- | --------------------------------------------------------------------------------------------------- | ---------------------------------------------------- | ------------------------------------ | ----------------------------- |
|        | Aiguaviva                  | Guixers               | masia            |                                                                | 42° 07′ 17″ N, 1° 39′ 49″ E / 42.1213°N,1.66372°E 844 msnm                                          |                                                      | Aiguaviva (Guixers)                  | Modifica les dades a Wikidata |
|        | Ballarà                    | Castelltort           | masia            | Estat: enderrocat o destruït                                   | 42° 07′ 30″ N, 1° 38′ 38″ E / 42.124893°N,1.643962°E 821 msnm                                       |                                                      |                                      | Modifica les dades a Wikidata |
|        | Bancells                   | Sisquer               | masia            |                                                                | 42° 07′ 07″ N, 1° 42′ 08″ E / 42.1186°N,1.70224°E 997 msnm                                          |                                                      | Bancells (Guixers)                   | Modifica les dades a Wikidata |
|        | Bancelló                   | Guixers               | masia            |                                                                | 42° 07′ 09″ N, 1° 41′ 26″ E / 42.1193°N,1.69069°E 1022 msnm                                         |                                                      |                                      | Modifica les dades a Wikidata |
|        | Ca l'Esquerdill            | Montcalb              | masia            |                                                                | 42° 09′ 03″ N, 1° 41′ 55″ E / 42.1507990763987°N,1.69864774969004°E 1456 msnm                       |                                                      | Ca l'Esquerdill                      | Modifica les dades a Wikidata |
|        | Ca l'Isidre                | Montcalb              | masia            |                                                                | 42° 10′ 15″ N, 1° 44′ 11″ E / 42.170783°N,1.736365°E 1470 msnm                                      |                                                      |                                      | Modifica les dades a Wikidata |
|        | Ca l'Obac                  | Sisquer               | masia            |                                                                | 42° 07′ 56″ N, 1° 41′ 43″ E / 42.132127°N,1.695252°E 1104 msnm                                      |                                                      |                                      | Modifica les dades a Wikidata |
|        | Cal Badia                  | la Casa Nova de Valls | masia            |                                                                | 42° 07′ 49″ N, 1° 40′ 07″ E / 42.1302°N,1.66867°E 843 msnm                                          |                                                      |                                      | Modifica les dades a Wikidata |
|        | Cal Bajona                 | Vilamantells          | masia            |                                                                | 42° 08′ 44″ N, 1° 34′ 11″ E / 42.14561111°N,1.56980556°E 1260 msnm                                  |                                                      |                                      | Modifica les dades a Wikidata |
|        | Cal Blanquet               | Guixers               | masia            | Estat: ruïnós                                                  | 42° 10′ 33″ N, 1° 44′ 03″ E / 42.17571389°N,1.73402861°E 1615 msnm                                  |                                                      |                                      | Modifica les dades a Wikidata |
|        | Cal Campàs                 | Vilamantells          | masia            |                                                                | 42° 08′ 25″ N, 1° 34′ 34″ E / 42.1401482813343°N,1.57611368261174°E 1053 msnm                       |                                                      |                                      | Modifica les dades a Wikidata |
|        | Cal Campàs Nou             | Vilamantells          | masia            |                                                                | 42° 08′ 22″ N, 1° 34′ 34″ E / 42.1394533476667°N,1.57599614580806°E 1050 msnm                       |                                                      |                                      | Modifica les dades a Wikidata |
|        | Cal Casserres              | Vilamantells          | masia            |                                                                | 42° 08′ 20″ N, 1° 34′ 39″ E / 42.13894444°N,1.57747222°E 1037 msnm                                  |                                                      |                                      | Modifica les dades a Wikidata |
|        | Cal Culleraire             | la Casa Nova de Valls | masia            |                                                                | 42° 08′ 07″ N, 1° 40′ 21″ E / 42.135347°N,1.672498°E 842 msnm                                       |                                                      |                                      | Modifica les dades a Wikidata |
|        | Cal Felipó                 | la Corriu             | masia            | Estat: ruïnós                                                  | 42° 09′ 51″ N, 1° 39′ 03″ E / 42.164304741532°N,1.65078388713034°E 1458 msnm                        |                                                      | Cal Felipó                           | Modifica les dades a Wikidata |
|        | Cal Girald                 | Castelltort           | masia            |                                                                | 42° 07′ 50″ N, 1° 38′ 07″ E / 42.13061111°N,1.63530556°E 832 msnm                                   |                                                      |                                      | Modifica les dades a Wikidata |
|        | Cal Jardí                  | Guixers               | masia            |                                                                | 42° 08′ 03″ N, 1° 36′ 11″ E / 42.1341482519152°N,1.60306126845186°E 816 msnm                        |                                                      |                                      | Modifica les dades a Wikidata |
|        | Cal Pagès                  | Vilamantells          | masia            |                                                                | 42° 08′ 10″ N, 1° 34′ 34″ E / 42.1361757137853°N,1.57604538989487°E 1030 msnm                       |                                                      |                                      | Modifica les dades a Wikidata |
|        | Cal Pampa                  | Vilamantells          | masia            |                                                                | 42° 08′ 14″ N, 1° 34′ 39″ E / 42.1370841864985°N,1.577404474054°E 1022 msnm                         |                                                      |                                      | Modifica les dades a Wikidata |
|        | Cal Parrillo               | Montcalb              | masia            |                                                                | 42° 08′ 48″ N, 1° 41′ 06″ E / 42.146538°N,1.685123°E 1033 msnm                                      |                                                      | Cal Parrillo                         | Modifica les dades a Wikidata |
|        | Cal Reler                  | Montcalb              | masia            | Estat: ruïnós                                                  | 42° 09′ 00″ N, 1° 41′ 28″ E / 42.1499119489527°N,1.69112584422181°E 1220 msnm                       |                                                      |                                      | Modifica les dades a Wikidata |
|        | Cal Riu                    | la Casa Nova de Valls | masia            |                                                                | 42° 07′ 54″ N, 1° 39′ 57″ E / 42.131586°N,1.66578°E 837 msnm                                        |                                                      |                                      | Modifica les dades a Wikidata |
|        | Cal Riu de Valls           | la Casa Nova de Valls | masia            |                                                                | 42° 08′ 27″ N, 1° 40′ 23″ E / 42.140969°N,1.673072°E 862 msnm                                       |                                                      |                                      | Modifica les dades a Wikidata |
|        | Cal Sastre Barat           | la Casa Nova de Valls | masia            |                                                                | 42° 07′ 36″ N, 1° 39′ 49″ E / 42.1267359441606°N,1.66352263508266°E 827 msnm                        |                                                      |                                      | Modifica les dades a Wikidata |
|        | Cal Sastre Serra           | Guixers               | masia            |                                                                | 42° 07′ 45″ N, 1° 38′ 31″ E / 42.12925°N,1.641861°E 842 msnm                                        |                                                      |                                      | Modifica les dades a Wikidata |
|        | Cal Sastre de Valls        | la Casa Nova de Valls | masia            |                                                                | 42° 08′ 18″ N, 1° 40′ 26″ E / 42.1384°N,1.67375°E 863 msnm                                          |                                                      |                                      | Modifica les dades a Wikidata |
|        | Cal Sec                    | Montcalb              | masia            |                                                                | 42° 10′ 18″ N, 1° 44′ 03″ E / 42.17177778°N,1.73405556°E 1507 msnm                                  |                                                      | Cal Sec (Guixers)                    | Modifica les dades a Wikidata |
|        | Cal Simon                  | Vilamantells          | masia            |                                                                | 42° 08′ 17″ N, 1° 34′ 09″ E / 42.137964636938°N,1.56926531673769°E 1087 msnm                        |                                                      |                                      | Modifica les dades a Wikidata |
|        | Cal Teixidor               | Castelltort           | masia            |                                                                | 42° 07′ 59″ N, 1° 37′ 59″ E / 42.1329240867457°N,1.63302253800497°E 920 msnm                        |                                                      | Cal Teixidor (Guixers)               | Modifica les dades a Wikidata |
|        | Cal Teularet               | Guixers               | masia            | Estat: enderrocat o destruït                                   | 42° 07′ 28″ N, 1° 39′ 12″ E / 42.1245646523873°N,1.6534422435478°E 870 msnm                         |                                                      |                                      | Modifica les dades a Wikidata |
|        | Cal Teuler                 | la Casa Nova de Valls | masia            |                                                                | 42° 08′ 11″ N, 1° 40′ 26″ E / 42.1363577355224°N,1.67388384116463°E 845 msnm                        |                                                      |                                      | Modifica les dades a Wikidata |
|        | Cal Vall-llonga            | Guixers               | masia            |                                                                | 42° 08′ 47″ N, 1° 41′ 15″ E / 42.146475°N,1.687471°E Sisquer 1125 msnm                              |                                                      |                                      | Modifica les dades a Wikidata |
|        | Cal Vila                   | Guixers               | masia            |                                                                | 42° 08′ 35″ N, 1° 34′ 16″ E / 42.14308333°N,1.57113889°E Vilamantells 1155 msnm                     |                                                      |                                      | Modifica les dades a Wikidata |
|        | Cal Xut de Dalt            | Sisquer               | masia            | Estat: ruïnós                                                  | 42° 08′ 22″ N, 1° 40′ 46″ E / 42.139327°N,1.679459°E 923 msnm                                       |                                                      |                                      | Modifica les dades a Wikidata |
|        | Can Canal                  | Castelltort           | masia            |                                                                | 42° 07′ 49″ N, 1° 37′ 33″ E / 42.13025°N,1.62583333°E 822 msnm                                      |                                                      |                                      | Modifica les dades a Wikidata |
|        | Can Costa Nou              | la Corriu             | masia            |                                                                | 42° 09′ 34″ N, 1° 39′ 15″ E / 42.159566°N,1.654294°E 1314 msnm                                      |                                                      |                                      | Modifica les dades a Wikidata |
|        | Can Cots                   | la Casa Nova de Valls | masia            |                                                                | 42° 07′ 57″ N, 1° 40′ 13″ E / 42.13258333°N,1.67038889°E 854 msnm                                   |                                                      |                                      | Modifica les dades a Wikidata |
|        | Can Fuelles                | Montcalb              | masia            | Estat: ruïnós                                                  | 42° 09′ 45″ N, 1° 43′ 04″ E / 42.162559°N,1.717693°E 1525 msnm                                      |                                                      |                                      | Modifica les dades a Wikidata |
|        | Can Ripalles               | Montcalb              | masia            | Estat: ruïnós                                                  | 42° 09′ 24″ N, 1° 42′ 48″ E / 42.1567017787187°N,1.7133422903911°E 1505 msnm                        |                                                      |                                      | Modifica les dades a Wikidata |
|        | Can Sants                  | la Corriu             | masia            | Estat: enderrocat o destruït                                   | 42° 09′ 34″ N, 1° 38′ 51″ E / 42.1593935814943°N,1.64748683598656°E 1401 msnm                       |                                                      |                                      | Modifica les dades a Wikidata |
|        | Can Sants Nou              | la Corriu             | masia            |                                                                | 42° 09′ 33″ N, 1° 39′ 15″ E / 42.1591394300939°N,1.65421029879029°E 1301 msnm                       |                                                      |                                      | Modifica les dades a Wikidata |
|        | Can Serena                 | Montcalb              | masia            |                                                                | 42° 09′ 00″ N, 1° 41′ 54″ E / 42.1501023284812°N,1.69835945130538°E 1425 msnm                       |                                                      |                                      | Modifica les dades a Wikidata |
|        | Can Vador                  | Montcalb              | masia            | Estat: ruïnós                                                  | 42° 09′ 30″ N, 1° 42′ 51″ E / 42.1583494890062°N,1.71410780210741°E 1578 msnm                       |                                                      |                                      | Modifica les dades a Wikidata |
|        | Can Villaró                | la Casa Nova de Valls | masia            | Estat: ruïnós                                                  | 42° 08′ 05″ N, 1° 40′ 01″ E / 42.1347361658009°N,1.66685130344771°E 893 msnm                        |                                                      |                                      | Modifica les dades a Wikidata |
|        | Casa Gabriel               | Guixers               | masia            | Estat: enderrocat o destruït                                   | 42° 07′ 21″ N, 1° 39′ 45″ E / 42.122517°N,1.662536°E 853 msnm                                       |                                                      |                                      | Modifica les dades a Wikidata |
|        | Casa Maçanes               | la Corriu             | masia            | Estat: ruïnós                                                  | 42° 09′ 17″ N, 1° 40′ 04″ E / 42.15469444°N,1.66780556°E 1130 msnm                                  |                                                      |                                      | Modifica les dades a Wikidata |
|        | Casa Saragossa             | la Casa Nova de Valls | masia            |                                                                | 42° 07′ 24″ N, 1° 39′ 44″ E / 42.1232°N,1.66236°E 866 msnm                                          |                                                      |                                      | Modifica les dades a Wikidata |
|        | Casa Viralda               | Vilamantells          | masia            | Estat: enderrocat o destruït                                   | 42° 08′ 26″ N, 1° 33′ 29″ E / 42.1405335492029°N,1.55792934147372°E 1260 msnm                       |                                                      |                                      | Modifica les dades a Wikidata |
|        | Caseta de la Torre         | la Corriu             | masia            | Estat: enderrocat o destruït                                   | 42° 09′ 16″ N, 1° 39′ 58″ E / 42.1543063520223°N,1.66605328027902°E 1130 msnm                       |                                                      |                                      | Modifica les dades a Wikidata |
|        | Caseta dels Camps          | la Corriu             | masia            | Estat: enderrocat o destruït                                   | 42° 09′ 07″ N, 1° 39′ 46″ E / 42.1518196564416°N,1.66287394887367°E 1135 msnm                       |                                                      |                                      | Modifica les dades a Wikidata |
|        | Coromines                  | Guixers               | masia            |                                                                | 42° 08′ 01″ N, 1° 39′ 15″ E / 42.13372222°N,1.65422222°E 952 msnm                                   |                                                      |                                      | Modifica les dades a Wikidata |
|        | Fontanella                 | Sisquer               | masia            |                                                                | 42° 08′ 21″ N, 1° 41′ 49″ E / 42.1391°N,1.69681°E 1155 msnm                                         |                                                      | Fontanella (Guixers)                 | Modifica les dades a Wikidata |
|        | Marginals                  | Guixers               | masia            |                                                                | 42° 09′ 10″ N, 1° 38′ 34″ E / 42.1527°N,1.64264°E 1378 msnm                                         |                                                      |                                      | Modifica les dades a Wikidata |
|        | Masia del Monegal          | Guixers               | masia            |                                                                | 42° 08′ 27″ N, 1° 35′ 57″ E / 42.1409467103071°N,1.59926938502356°E 822 msnm                        |                                                      |                                      | Modifica les dades a Wikidata |
|        | Maçaners                   | Sisquer               | masia            |                                                                | 42° 07′ 38″ N, 1° 40′ 41″ E / 42.1271°N,1.67806°E 957 msnm                                          |                                                      |                                      | Modifica les dades a Wikidata |
|        | Maçanes                    | Guixers               | masia            |                                                                | 42° 07′ 51″ N, 1° 39′ 26″ E / 42.1308°N,1.65733°E 930 msnm                                          |                                                      |                                      | Modifica les dades a Wikidata |
|        | Nogueres                   | Guixers               | masia            | Estil: arquitectura popular 18th century                       | 42° 09′ 02″ N, 1° 35′ 38″ E / 42.150508°N,1.593787°E ca:Carretera C-462, km 25,2, esquerra 949 msnm | bé integrant del patrimoni cultural català           | Nogueres (Guixers)                   | Modifica les dades a Wikidata |
|        | Pujols                     | Guixers               | masia            |                                                                | 42° 07′ 53″ N, 1° 39′ 18″ E / 42.1313099204455°N,1.65494486274299°E 945 msnm                        |                                                      |                                      | Modifica les dades a Wikidata |
|        | Santa Eulàlia              | la Corriu             | masia            |                                                                | 42° 09′ 02″ N, 1° 40′ 06″ E / 42.1506856057303°N,1.66835626945741°E 1069 msnm                       |                                                      |                                      | Modifica les dades a Wikidata |
|        | Santcebrià                 | Guixers               | masia            |                                                                | 42° 08′ 22″ N, 1° 39′ 22″ E / 42.13955556°N,1.65605556°E 1018 msnm                                  |                                                      |                                      | Modifica les dades a Wikidata |
|        | Santclimenç                | Guixers               | masia            |                                                                | 42° 09′ 10″ N, 1° 38′ 24″ E / 42.15275°N,1.63994444°E la Corriu 1412 msnm                           |                                                      |                                      | Modifica les dades a Wikidata |
|        | Torre de la Corriu         | Guixers               | masia casa forta | Estil: arquitectura romànica arquitectura popular 13rd century | 42° 09′ 36″ N, 1° 40′ 20″ E / 42.160114°N,1.67211°E 1205 msnm                                       | bé d'interès cultural bé cultural d'interès nacional | Torre de la Corriu                   | Modifica les dades a Wikidata |
|        | Trasserra                  | Guixers               | masia            | Estat: ruïnós                                                  | 42° 06′ 53″ N, 1° 37′ 35″ E / 42.1147°N,1.62644°E 1110 msnm                                         |                                                      | Trasserra (Guixers)                  | Modifica les dades a Wikidata |
|        | Vilalta                    | la Corriu             | masia            |                                                                | 42° 09′ 06″ N, 1° 38′ 06″ E / 42.15163889°N,1.63497222°E 1450 msnm                                  |                                                      |                                      | Modifica les dades a Wikidata |
|        | el Collell                 | Montcalb              | masia            |                                                                | 42° 08′ 44″ N, 1° 42′ 14″ E / 42.1456°N,1.70381°E 1354 msnm                                         |                                                      | El Collell (Guixers)                 | Modifica les dades a Wikidata |
|        | el Guix                    | Guixers               | masia            |                                                                | 42° 08′ 15″ N, 1° 38′ 31″ E / 42.1376°N,1.64203°E 958 msnm                                          |                                                      |                                      | Modifica les dades a Wikidata |
|        | el Mosoll                  | la Corriu             | masia            |                                                                | 42° 09′ 13″ N, 1° 39′ 09″ E / 42.1536876151572°N,1.65241346116861°E 1250 msnm                       |                                                      |                                      | Modifica les dades a Wikidata |
|        | el Pasqual                 | Vilamantells          | masia            |                                                                | 42° 08′ 05″ N, 1° 34′ 10″ E / 42.1345909872636°N,1.56955906369914°E 1081 msnm                       |                                                      |                                      | Modifica les dades a Wikidata |
|        | el Pla                     | Montcalb              | masia            |                                                                | 42° 08′ 32″ N, 1° 41′ 52″ E / 42.1422°N,1.69766°E 1245 msnm                                         |                                                      | El Pla (Guixers)                     | Modifica les dades a Wikidata |
|        | el Pujol de Vilamantells   | Vilamantells          | masia            |                                                                | 42° 08′ 11″ N, 1° 34′ 12″ E / 42.1363441788451°N,1.57003991154722°E 1060 msnm                       |                                                      |                                      | Modifica les dades a Wikidata |
|        | els Camps                  | la Corriu             | masia            | 1783                                                           | 42° 09′ 03″ N, 1° 39′ 35″ E / 42.1509°N,1.65979°E 1152 msnm                                         |                                                      | Els Camps (Guixers)                  | Modifica les dades a Wikidata |
|        | els Llengots               | Guixers               | masia            | Estat: ruïnós                                                  | 42° 06′ 55″ N, 1° 38′ 08″ E / 42.115324°N,1.635472°E 1030 msnm                                      |                                                      | Masia dels Llengots                  | Modifica les dades a Wikidata |
|        | els Plans                  | Guixers               | masia            |                                                                | 42° 08′ 32″ N, 1° 35′ 06″ E / 42.1423040815714°N,1.58511718074116°E 953 msnm                        |                                                      |                                      | Modifica les dades a Wikidata |
|        | l'Espingard                | Sisquer               | masia            | Estat: enderrocat o destruït                                   | 42° 06′ 52″ N, 1° 42′ 28″ E / 42.114544°N,1.707747°E 900 msnm                                       |                                                      |                                      | Modifica les dades a Wikidata |
|        | l'Espluga                  | la Corriu             | masia            | Estat: ruïnós                                                  | 42° 09′ 44″ N, 1° 39′ 39″ E / 42.1622°N,1.66086°E 1425 msnm                                         |                                                      | L'Espluga (Guixers)                  | Modifica les dades a Wikidata |
|        | la Casablanca              | Guixers               | masia            |                                                                | 42° 07′ 48″ N, 1° 37′ 04″ E / 42.1300215738234°N,1.61777968162797°E 836 msnm                        |                                                      |                                      | Modifica les dades a Wikidata |
|        | la Cortina                 | Montcalb              | masia            |                                                                | 42° 09′ 04″ N, 1° 41′ 43″ E / 42.15110833°N,1.69519167°E 1393 msnm                                  |                                                      |                                      | Modifica les dades a Wikidata |
|        | la Costa                   | Guixers               | masia            |                                                                | 42° 08′ 22″ N, 1° 38′ 21″ E / 42.13933333°N,1.63916389°E 1015 msnm                                  |                                                      |                                      | Modifica les dades a Wikidata |
|        | la Muntada                 | la Corriu             | masia            | Estat: ruïnós                                                  | 42° 08′ 52″ N, 1° 40′ 00″ E / 42.147746386009°N,1.6665299032302°E 1188 msnm                         |                                                      | La Muntada                           | Modifica les dades a Wikidata |
|        | la Pera                    | Sisquer               | masia            |                                                                | 42° 07′ 26″ N, 1° 40′ 57″ E / 42.1238°N,1.68242°E 1009 msnm                                         |                                                      |                                      | Modifica les dades a Wikidata |
|        | la Perera                  | Sisquer               | masia            |                                                                | 42° 08′ 58″ N, 1° 41′ 06″ E / 42.14947222°N,1.68488889°E 1120 msnm                                  |                                                      | La Perera (Guixers)                  | Modifica les dades a Wikidata |
|        | la Rectoria de Sant Miquel | la Corriu             | masia            |                                                                | 42° 09′ 07″ N, 1° 39′ 30″ E / 42.1520652216083°N,1.65845109315972°E 1149 msnm                       |                                                      | Rectoria de Sant Miquel de la Corriu | Modifica les dades a Wikidata |
|        | la Serra                   | Guixers               | masia            |                                                                | 42° 07′ 45″ N, 1° 41′ 34″ E / 42.12913889°N,1.69269444°E Sisquer 1140 msnm                          |                                                      |                                      | Modifica les dades a Wikidata |
|        | les Costes                 | Vilamantells          | masia            |                                                                | 42° 08′ 28″ N, 1° 32′ 12″ E / 42.14107778°N,1.53676667°E 1575 msnm                                  |                                                      | Les Costes (Guixers)                 | Modifica les dades a Wikidata |
|        | les Planes                 | Vilamantells          | masia            |                                                                | 42° 08′ 04″ N, 1° 32′ 10″ E / 42.13431806°N,1.53604778°E 1344 msnm                                  |                                                      | Les Planes (Guixers)                 | Modifica les dades a Wikidata |
|        | les Ribes                  | Guixers               | masia            |                                                                | 42° 08′ 38″ N, 1° 35′ 08″ E / 42.143955°N,1.58556°E 968 msnm                                        |                                                      |                                      | Modifica les dades a Wikidata |

## molí d'aigua
| imatge | Nom                      | Ubicat a              | instància de | Detalls                                  | coordenades                                                                  | Protecció                                  | Commons (més fotos) | Dades a WD                    |
| ------ | ------------------------ | --------------------- | ------------ | ---------------------------------------- | ---------------------------------------------------------------------------- | ------------------------------------------ | ------------------- | ----------------------------- |
|        | Molí de Bancells         | la Casa Nova de Valls | molí d'aigua | Estil: arquitectura popular              | 42° 06′ 46″ N, 1° 42′ 15″ E / 42.1126474919807°N,1.70410966045287°E 872 msnm | bé integrant del patrimoni cultural català | Molí de Bancells    | Modifica les dades a Wikidata |
|        | Molí de Cal Mosqueta     | Guixers               | molí d'aigua | Estil: arquitectura popular              | 42° 09′ 05″ N, 1° 35′ 51″ E / 42.15139°N,1.597518°E 844 msnm                 | bé integrant del patrimoni cultural català |                     | Modifica les dades a Wikidata |
|        | Molí de Cal Sastre Barat | Guixers               | molí d'aigua | Estil: arquitectura popular 17th century | 42° 07′ 37″ N, 1° 39′ 48″ E / 42.12683°N,1.66338°E ca:Ctra. LV-4241 827 msnm | bé integrant del patrimoni cultural català |                     | Modifica les dades a Wikidata |
|        | Molí de Monegal          | Guixers               | molí d'aigua | Estil: arquitectura popular              | 42° 08′ 30″ N, 1° 36′ 00″ E / 42.141546°N,1.599945°E 812 msnm                | bé integrant del patrimoni cultural català |                     | Modifica les dades a Wikidata |
|        | Molí de la Corriu        | la Corriu             | molí d'aigua | Estil: arquitectura popular              | 42° 09′ 23″ N, 1° 40′ 44″ E / 42.1564°N,1.67894°E 916 msnm                   | bé integrant del patrimoni cultural català | Molí de la Corriu   | Modifica les dades a Wikidata |
|        | Molí de la Font del Pi   | Montcalb              | molí d'aigua | Estil: arquitectura popular 17th century | 42° 10′ 15″ N, 1° 44′ 11″ E / 42.17077°N,1.73636°E 1470 msnm                 | bé integrant del patrimoni cultural català |                     | Modifica les dades a Wikidata |
|        | Molí del Guix            | Guixers               | molí d'aigua | Estil: arquitectura popular              | 42° 07′ 33″ N, 1° 39′ 04″ E / 42.125874°N,1.650988°E 806 msnm                | bé integrant del patrimoni cultural català | Molí del Guix       | Modifica les dades a Wikidata |
|        | Molí del Riu             | Guixers               | molí d'aigua | Estil: arquitectura popular              | 42° 08′ 27″ N, 1° 40′ 24″ E / 42.140898°N,1.67328°E 855 msnm                 | bé integrant del patrimoni cultural català |                     | Modifica les dades a Wikidata |
|        | Molí vell del Guix       | Guixers               | molí d'aigua | Estil: arquitectura popular              | 42° 07′ 33″ N, 1° 39′ 04″ E / 42.12591°N,1.65098°E 807 msnm                  | bé integrant del patrimoni cultural català | Molí vell del Guix  | Modifica les dades a Wikidata |

## muntanya
| imatge | Nom                        | Ubicat a                              | instància de | Detalls | coordenades                                                             | Protecció | Commons (més fotos)            | Dades a WD                    |
| ------ | -------------------------- | ------------------------------------- | ------------ | ------- | ----------------------------------------------------------------------- | --------- | ------------------------------ | ----------------------------- |
|        | Montlleó                   | Guixers la Coma i la Pedra            | muntanya     |         | 42° 08′ 16″ N, 1° 37′ 44″ E / 42.1378°N,1.62894°E 1213 msnm             |           | Montlleó (Vall de Lord)        | Modifica les dades a Wikidata |
|        | Puig de les Morreres       | Guixers la Coma i la Pedra            | muntanya     |         | 42° 09′ 03″ N, 1° 32′ 22″ E / 42.1509179033°N,1.5394423235°E 2211 msnm  |           | Puig de les Morreres           | Modifica les dades a Wikidata |
|        | Roca de Guixers            | Guixers                               | muntanya     |         | 42° 08′ 50″ N, 1° 37′ 57″ E / 42.147215°N,1.632488°E 1439 msnm          |           | Roca de Guixers                | Modifica les dades a Wikidata |
|        | Santa Margarida            | Guixers Gósol                         | muntanya     |         | 42° 09′ 40″ N, 1° 42′ 29″ E / 42.1611°N,1.70814°E 1629 msnm             |           |                                | Modifica les dades a Wikidata |
|        | Tossal Gran                | Montmajor Guixers                     | muntanya     |         | 42° 06′ 52″ N, 1° 40′ 11″ E / 42.1145°N,1.66986°E 1307 msnm             |           | Tossal Gran (Guixers)          | Modifica les dades a Wikidata |
|        | Tossal de Vall-llonga      | Navès Sant Llorenç de Morunys Guixers | muntanya     |         | 42° 07′ 17″ N, 1° 34′ 57″ E / 42.1215°N,1.58247°E 1251 msnm             |           | Tossal de Vall-llonga          | Modifica les dades a Wikidata |
|        | Tossal de la Creu del Codó | Guixers                               | muntanya     |         | 42° 07′ 59″ N, 1° 33′ 13″ E / 42.133°N,1.55369°E 1530 msnm              |           | Tossal de la Creu del Codó     | Modifica les dades a Wikidata |
|        | Tossal de les Viudes       | Guixers Montmajor                     | muntanya     |         | 42° 06′ 53″ N, 1° 39′ 33″ E / 42.1147525661°N,1.65922632604°E 1379 msnm |           | Tossal de les Viudes (Guixers) | Modifica les dades a Wikidata |
|        | Tossal del Bisbe           | Guixers                               | muntanya     |         | 42° 07′ 08″ N, 1° 37′ 25″ E / 42.11888056°N,1.623625°E 1198 msnm        |           | Tossal del Bisbe               | Modifica les dades a Wikidata |
|        | Tossal del Confós          | Guixers                               | muntanya     |         | 42° 07′ 18″ N, 1° 37′ 28″ E / 42.1217°N,1.62452°E 1138 msnm             |           |                                | Modifica les dades a Wikidata |
|        | el Tossal                  | Castellar del Riu Guixers             | muntanya     |         | 42° 09′ 07″ N, 1° 43′ 13″ E / 42.152075°N,1.720193°E 1551 msnm          |           | El Tossal (Castellar del Riu)  | Modifica les dades a Wikidata |
|        | els Orriets                | Guixers la Coma i la Pedra            | muntanya     |         | 42° 09′ 33″ N, 1° 33′ 24″ E / 42.15921389°N,1.5566°E 2146 msnm          |           | Els Orriets                    | Modifica les dades a Wikidata |

## pont
| imatge | Nom                       | Ubicat a | instància de | Detalls                                                           | coordenades                                                         | Protecció                                  | Commons (més fotos)       | Dades a WD                    |
| ------ | ------------------------- | -------- | ------------ | ----------------------------------------------------------------- | ------------------------------------------------------------------- | ------------------------------------------ | ------------------------- | ----------------------------- |
|        | Pont de Codina            | Guixers  | pont         |                                                                   | 42° 08′ 00″ N, 1° 37′ 08″ E / 42.1332333776881°N,1.61899239838505°E |                                            |                           | Modifica les dades a Wikidata |
|        | Pont de Llinars           | Guixers  | pont         |                                                                   | 42° 06′ 47″ N, 1° 42′ 30″ E / 42.1129195087776°N,1.70826507977642°E |                                            |                           | Modifica les dades a Wikidata |
|        | Pont de Valls             | Guixers  | pont         |                                                                   | 42° 07′ 41″ N, 1° 39′ 56″ E / 42.1281820927465°N,1.66551271582365°E |                                            |                           | Modifica les dades a Wikidata |
|        | Pont de l'Espingard       | Guixers  | pont         |                                                                   | 42° 06′ 52″ N, 1° 42′ 33″ E / 42.1145320558169°N,1.70910325125652°E |                                            |                           | Modifica les dades a Wikidata |
|        | pont del Guix             | Guixers  | pont         | Estil: arquitectura popular 17th century Travessa: Aigua de Valls | 42° 07′ 35″ N, 1° 38′ 32″ E / 42.126456°N,1.642325°E 795 msnm       | bé integrant del patrimoni cultural català | Pont del Guix             | Modifica les dades a Wikidata |
|        | pont del Molí de Bancells | Guixers  | pont         | Estil: arquitectura popular Travessa: Aigua d'Ora                 | 42° 06′ 47″ N, 1° 42′ 16″ E / 42.112964°N,1.70458°E 872 msnm        | bé integrant del patrimoni cultural català | Pont del Molí de Bancells | Modifica les dades a Wikidata |

## serra
| imatge | Nom                       | Ubicat a                                       | instància de                                        | Detalls                                     | coordenades                                                                           | Protecció | Commons (més fotos)       | Dades a WD                    |
| ------ | ------------------------- | ---------------------------------------------- | --------------------------------------------------- | ------------------------------------------- | ------------------------------------------------------------------------------------- | --------- | ------------------------- | ----------------------------- |
|        | Els Llengots              | Guixers                                        | serra                                               | Llarg: 2km                                  | 42° 07′ 12″ N, 1° 37′ 09″ E / 42.120016°N,1.619292°E 1197 msnm                        |           | Els Llengots              | Modifica les dades a Wikidata |
|        | Serra d'Aiguadevalls      | Guixers                                        | serra                                               |                                             | 42° 07′ 37″ N, 1° 37′ 55″ E / 42.126948°N,1.631863°E 902 msnm                         |           | Serra d'Aiguadevalls      | Modifica les dades a Wikidata |
|        | Serra de Guixers          | la Coma i la Pedra Guixers                     | serra                                               |                                             | 42° 08′ 46″ N, 1° 39′ 20″ E / 42.14619444°N,1.65565556°E Vall de Lord 1439 msnm       |           | Serra de Guixers          | Modifica les dades a Wikidata |
|        | Serra de Maçaners         | Guixers                                        | serra                                               |                                             | 42° 07′ 28″ N, 1° 41′ 18″ E / 42.12454444°N,1.68826944°E 1196 msnm                    |           |                           | Modifica les dades a Wikidata |
|        | Serra de Mitges           | la Coma i la Pedra Guixers                     | serra                                               | Llarg: 2.78km                               | 42° 09′ 33″ N, 1° 38′ 16″ E / 42.159088°N,1.637661°E 1619 msnm                        |           | Serra de Mitges           | Modifica les dades a Wikidata |
|        | Serra de Querol           | la Coma i la Pedra Guixers                     | serra                                               |                                             | 42° 09′ 22″ N, 1° 32′ 56″ E / 42.15617778°N,1.54876944°E Port del Comte 2212 msnm     |           | Serra de Querol           | Modifica les dades a Wikidata |
|        | Serra de Valielles        | Guixers Montmajor                              | serra                                               |                                             | 42° 06′ 51″ N, 1° 40′ 55″ E / 42.11420556°N,1.68204167°E Serra dels Bastets 1300 msnm |           | Serra de Valielles        | Modifica les dades a Wikidata |
|        | Serra de la Creu del Codó | Guixers                                        | serra                                               | Llarg: 2.9km                                | 42° 08′ 00″ N, 1° 33′ 17″ E / 42.133246°N,1.554636°E Vall de Lord 1529 msnm           |           | Serra de la Creu del Codó | Modifica les dades a Wikidata |
|        | Serra del Sisquer         | Guixers                                        | serra                                               |                                             | 42° 08′ 26″ N, 1° 41′ 09″ E / 42.140575°N,1.68581139°E Vall de Lord 1223 msnm         |           |                           | Modifica les dades a Wikidata |
|        | Serra del Verd            | la Coma i la Pedra Guixers Josa i Tuixén Gósol | serra àrea protegida Pla d'Espais d'Interès Natural | 1992 Llarg: 6.12km Superfície: 3050.78634ha | 42° 12′ 02″ N, 1° 36′ 49″ E / 42.2006°N,1.61361°E 2283 msnm                           |           | Serra del Verd            | Modifica les dades a Wikidata |
|        | Serra dels Bastets        | Guixers Montmajor                              | serra                                               | Llarg: 6km                                  | 42° 06′ 53″ N, 1° 39′ 33″ E / 42.1147°N,1.65924°E Vall de Lord 1378 msnm              |           | Serra dels Bastets        | Modifica les dades a Wikidata |
|        | Serra dels Prats          | Guixers                                        | serra                                               |                                             | 42° 09′ 49″ N, 1° 43′ 19″ E / 42.1636°N,1.7219°E Vall de Lord 1634 msnm               |           |                           | Modifica les dades a Wikidata |
|        | Serrat Llarg de Fenarals  | Guixers                                        | serra                                               | Llarg: 0.95km                               | 42° 07′ 40″ N, 1° 32′ 59″ E / 42.127845°N,1.549778°E Clot de Vilamala 1372 msnm       |           | Serrat Llarg de Fenarals  | Modifica les dades a Wikidata |
|        | Serrat de Santa Eulàlia   | Guixers                                        | serra                                               |                                             | 42° 08′ 55″ N, 1° 40′ 09″ E / 42.1485°N,1.66926°E Vall de Lord 1155 msnm              |           |                           | Modifica les dades a Wikidata |
|        | Serrat de Sòbol           | Guixers Navès                                  | serra                                               |                                             | 42° 07′ 35″ N, 1° 33′ 34″ E / 42.12652°N,1.559348°E Vall de Lord 1378 1377.9 msnm     |           | Serrat de Sòbol           | Modifica les dades a Wikidata |

## vèrtex geodèsic
| imatge | Nom    | Ubicat a | instància de    | Detalls   | coordenades                                                        | Protecció | Commons (més fotos) | Dades a WD                    |
| ------ | ------ | -------- | --------------- | --------- | ------------------------------------------------------------------ | --------- | ------------------- | ----------------------------- |
|        | Mitjes | Guixers  | vèrtex geodèsic | Alt: 1.2m | 42° 09′ 17″ N, 1° 37′ 57″ E / 42.154814°N,1.632486°E 1561.567 msnm |           |                     | Modifica les dades a Wikidata |
|        | Querol | Guixers  | vèrtex geodèsic | Alt: 1.2m | 42° 09′ 03″ N, 1° 32′ 22″ E / 42.150826°N,1.539483°E 2212.341 msnm |           |                     | Modifica les dades a Wikidata |

## àrea protegida
| imatge | Nom                                 | Ubicat a                                                      | instància de                                                          | Detalls                        | coordenades                                         | Protecció | Commons (més fotos)                 | Dades a WD                    |
| ------ | ----------------------------------- | ------------------------------------------------------------- | --------------------------------------------------------------------- | ------------------------------ | --------------------------------------------------- | --------- | ----------------------------------- | ----------------------------- |
|        | Serra d'Ensija-els Rasos de Peguera | Castellar del Riu Cercs Fígols Vallcebre Saldes Gósol Guixers | àrea protegida espai d'interès natural Pla d'Espais d'Interès Natural | 1992 Superfície: 4341.55981ha  | 42° 11′ N, 1° 44′ E / 42.19°N,1.74°E                |           | Serra d'Ensija-els Rasos de Peguera | Modifica les dades a Wikidata |
|        | Serres d'Odèn-Port del Comte        | Fígols i Alinyà la Vansa i Fórnols Odèn Josa i Tuixén Guixers | àrea protegida Pla d'Espais d'Interès Natural                         | 1992 Superfície: 10986.27703ha | 42° 10′ 44″ N, 1° 28′ 04″ E / 42.178755°N,1.46784°E |           | Serres d'Odèn - Port del Comte      | Modifica les dades a Wikidata |

## Misc
| imatge | Nom                          | Ubicat a                              | instància de                  | Detalls                                      | coordenades                                                                                   | Protecció                                  | Commons (més fotos)  | Dades a WD                    |
| ------ | ---------------------------- | ------------------------------------- | ----------------------------- | -------------------------------------------- | --------------------------------------------------------------------------------------------- | ------------------------------------------ | -------------------- | ----------------------------- |
|        | Forn de la Creu dels Camps   | la Corriu                             | forn d'oli de ginebre edifici | Estil: arquitectura popular                  | 42° 09′ 03″ N, 1° 39′ 35″ E / 42.150913°N,1.659821°E ca:Prop de la masia dels Camps 1156 msnm | bé integrant del patrimoni cultural català |                      | Modifica les dades a Wikidata |
|        | casa consistorial de Guixers | Guixers                               | casa consistorial             |                                              | 42° 07′ 57″ N, 1° 39′ 59″ E / 42.1324487°N,1.6663597°E                                        |                                            | Town hall of Guixers | Modifica les dades a Wikidata |
|        | la Casa Nova de Valls        | Guixers                               | nucli de població             |                                              | 42° 07′ 57″ N, 1° 40′ 00″ E / 42.1326°N,1.66662°E 839 msnm                                    |                                            | Valls (Guixers)      | Modifica les dades a Wikidata |
|        | pantà de la Llosa del Cavall | Navès Guixers Sant Llorenç de Morunys | embassament                   | Superfície: 3ha Volum: 79.4hm³ Conca: 200km² | 42° 05′ 59″ N, 1° 34′ 58″ E / 42.0998°N,1.58285°E 806 msnm                                    |                                            | Llosa del Cavall     | Modifica les dades a Wikidata |